# Дайтоку-дзи
Дайтоку-дзи (яп. 大徳寺, «монастырь Великой добродетели») — буддийский храмовый комплекс и монастырь в Японии, в северной части Киото. Принадлежит дзэнской секте Риндзай. Расположен в киотском районе Кита, в квартале Дайтокудзи.
Главная святыня Дайтоку-дзи — Будда Шакьямуни. Буддистский титул — гора Рюхо (龍寶山).
Дайтоку-дзи объединяет более 20 малых обителей и храмов, это один из крупнейших дзэн-буддийских монастырских комплексов в Киото. Здесь же захоронен Ода Нобунага, национальный герой Японии.
Дайтоку-дзи основан монахом Сюхо Мётё около 1325 года как императорский монастырь на базе небольшого храма, построенного в 1315 году. Находился под опекой императорского дома, считался местом официального моления за династию и государство и пользовался личным покровительством императора Го-Дайго. Во время смуты Онин 1467 года Дайтоку-дзи сгорел, позже его восстановил монах Иккю Содзюн.
Важную роль сыграл Дайтоку-дзи для распространения идей дзэн-буддизма на Западе: он одним из первых стал принимать в послушники иностранцев. Среди них Гэри Снайдер, Янвиллем ван дер Ветеринг и первая женщина-дзэнский мастер Рут Фуллер-Сасаки.
В храмовом комплексе находится большая коллекция древностей и архитектурных шедевров, в том числе национальных сокровищ и важных культурных достопримечательностей Японии.
Дайтоку-дзи славится своими чайными садами; там практиковали такие мастера чайной церемонии как Сэн-но Рикю и Мурата Дзюко. Там же возникла живописная школа Сога, а художники школы Кано оставили в храмах комплекса свои росписи.

## Галерея

Лекторий
Монастырские ворота
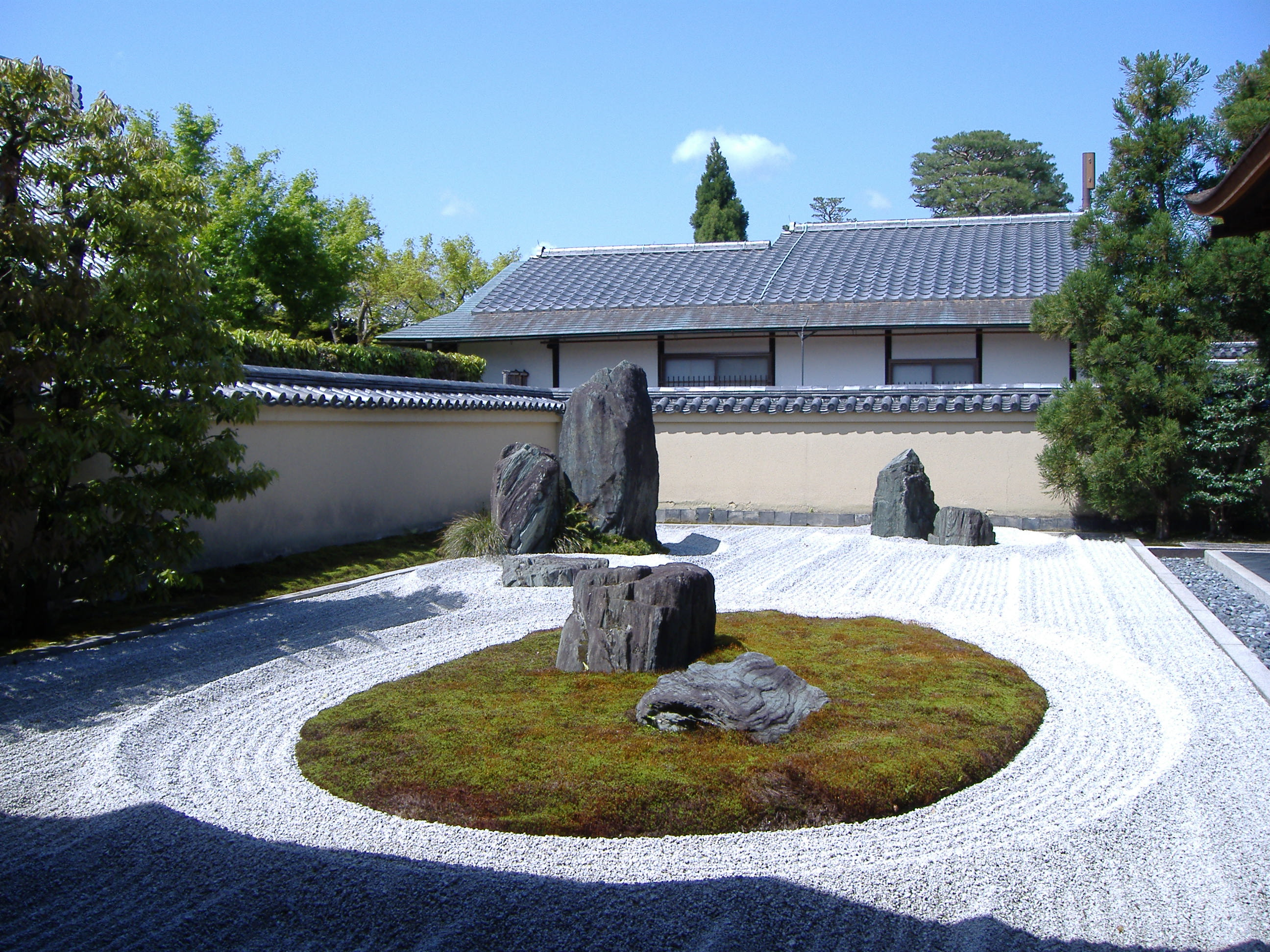
Сад обители Рёгён
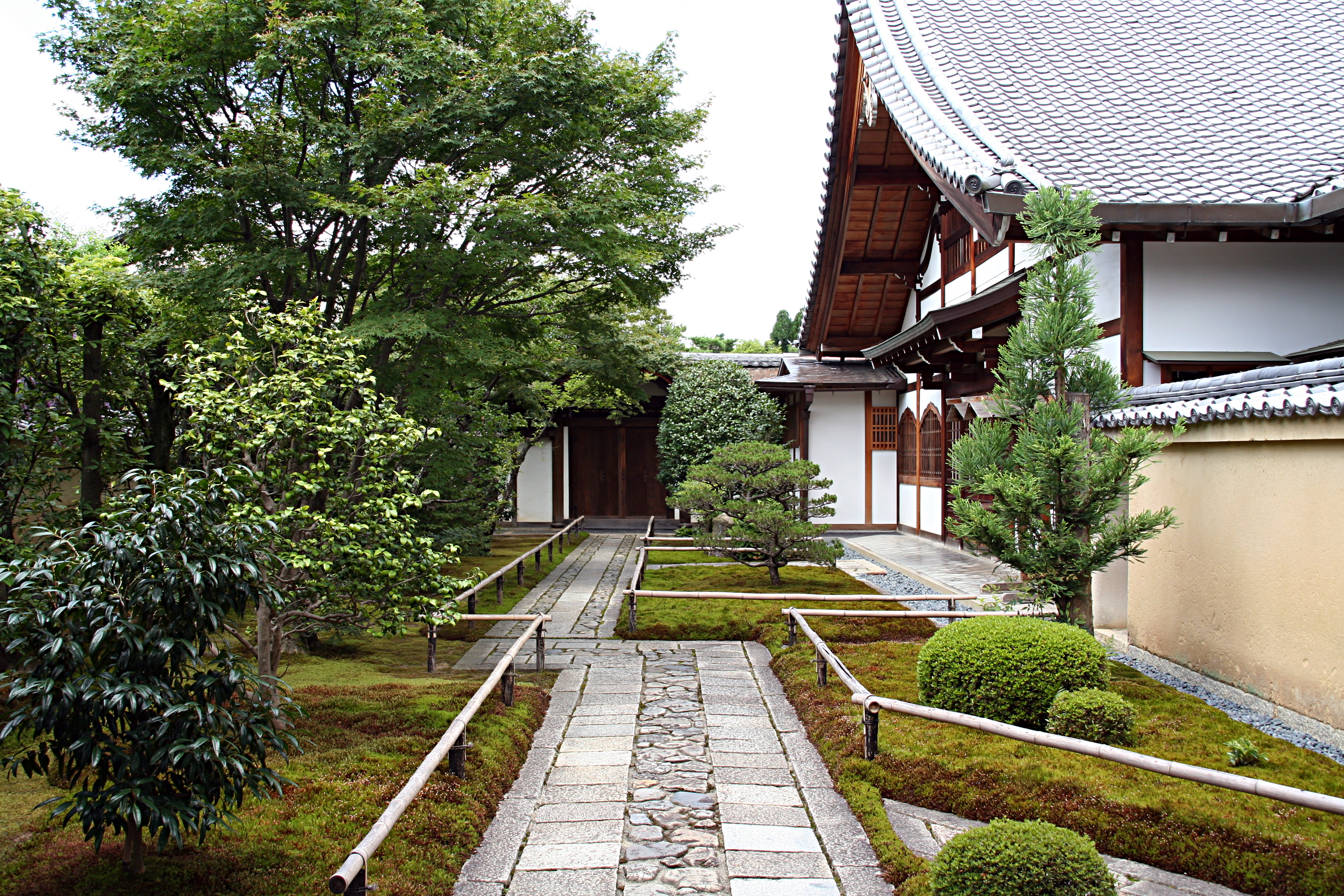
Монастырские дорожки
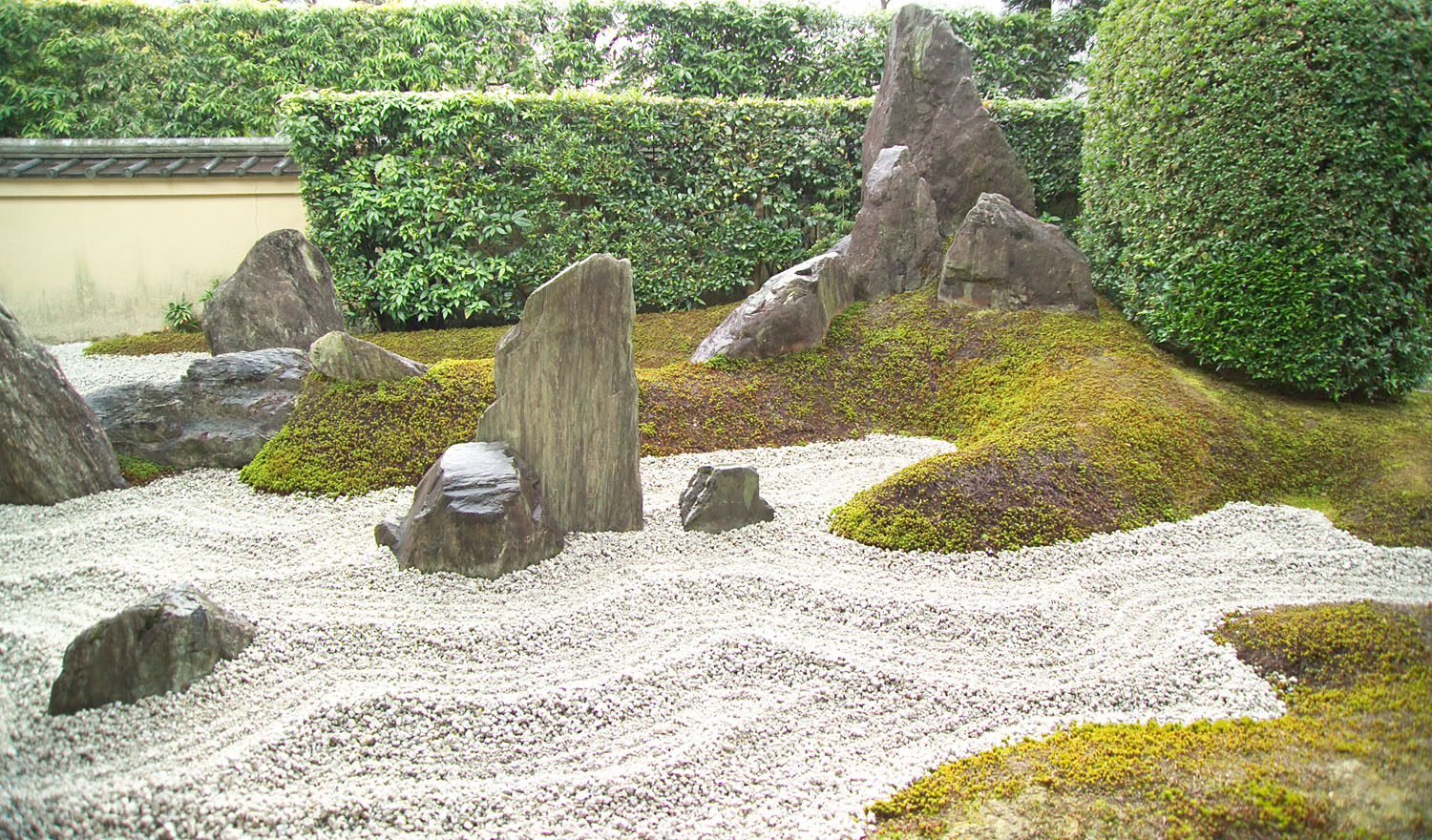
Сад Дзуйхо-тэй
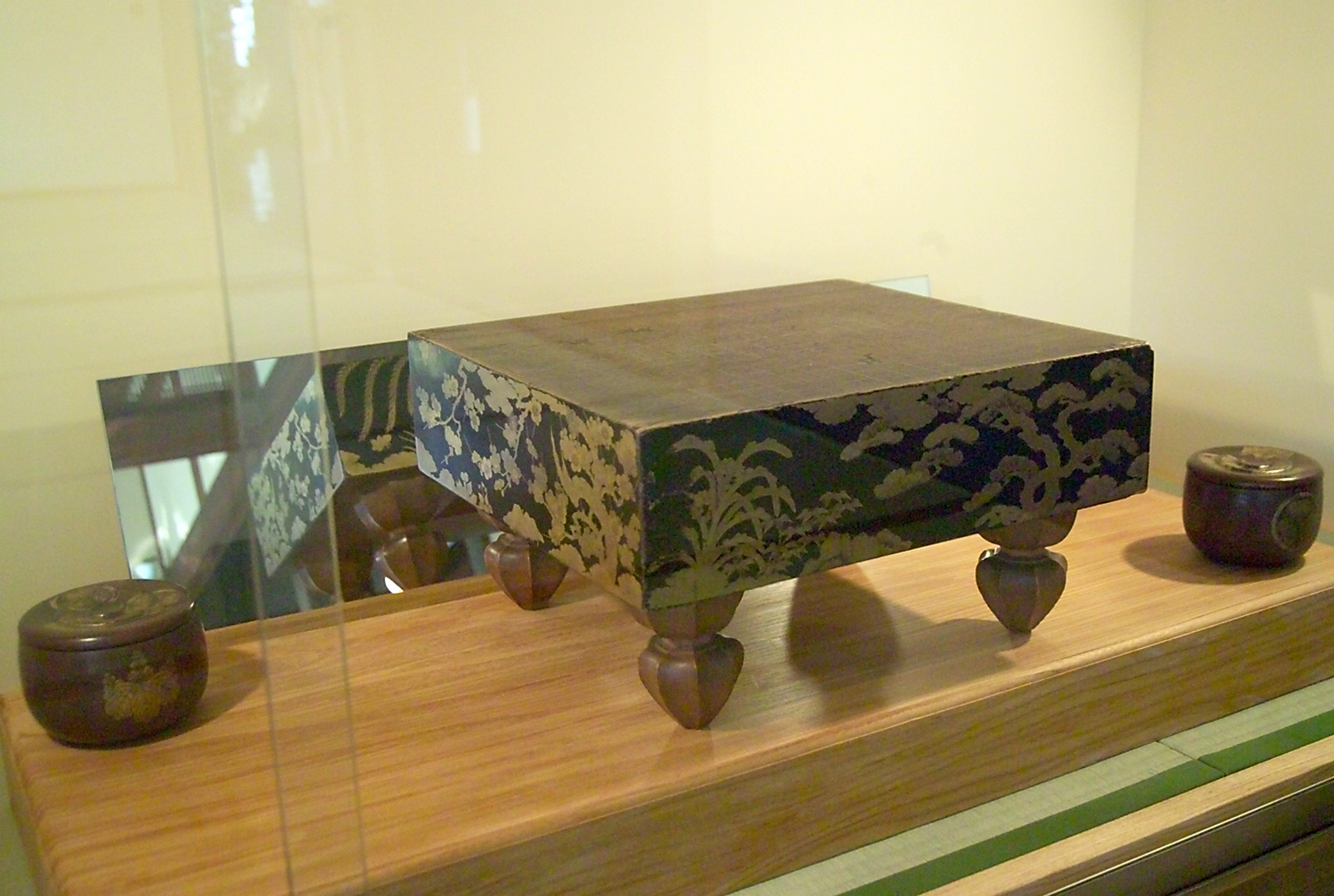
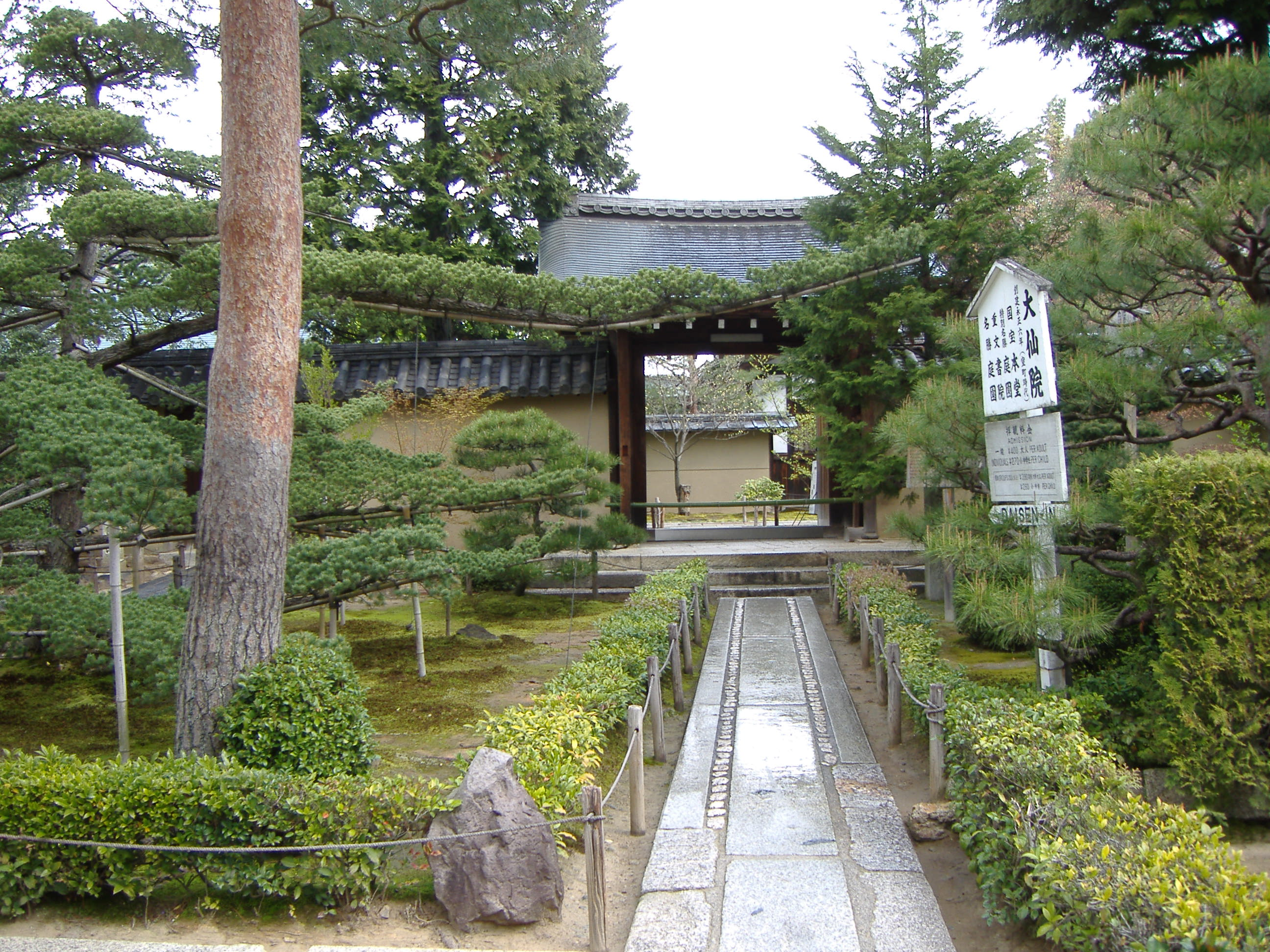
Дайсэн-ин
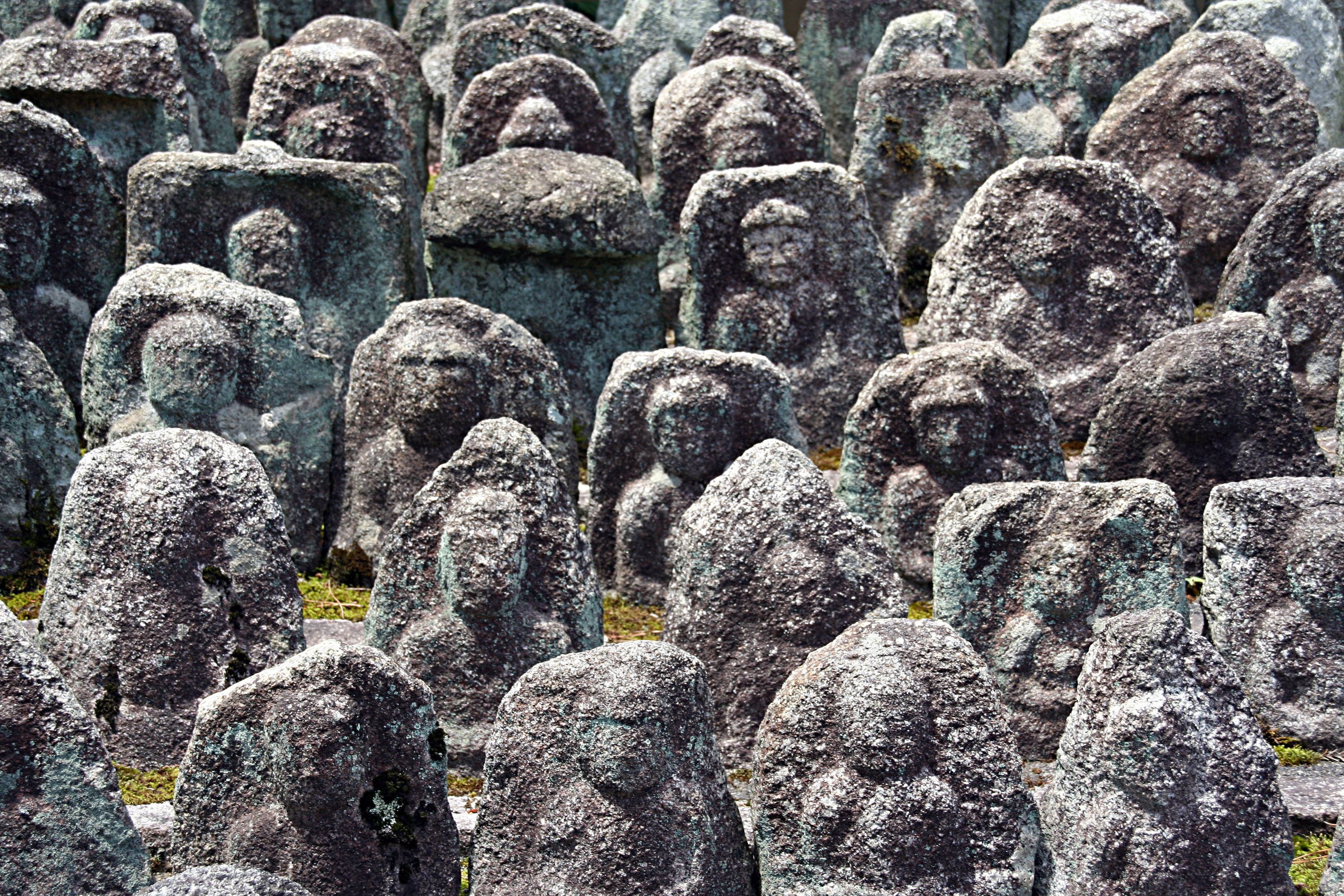
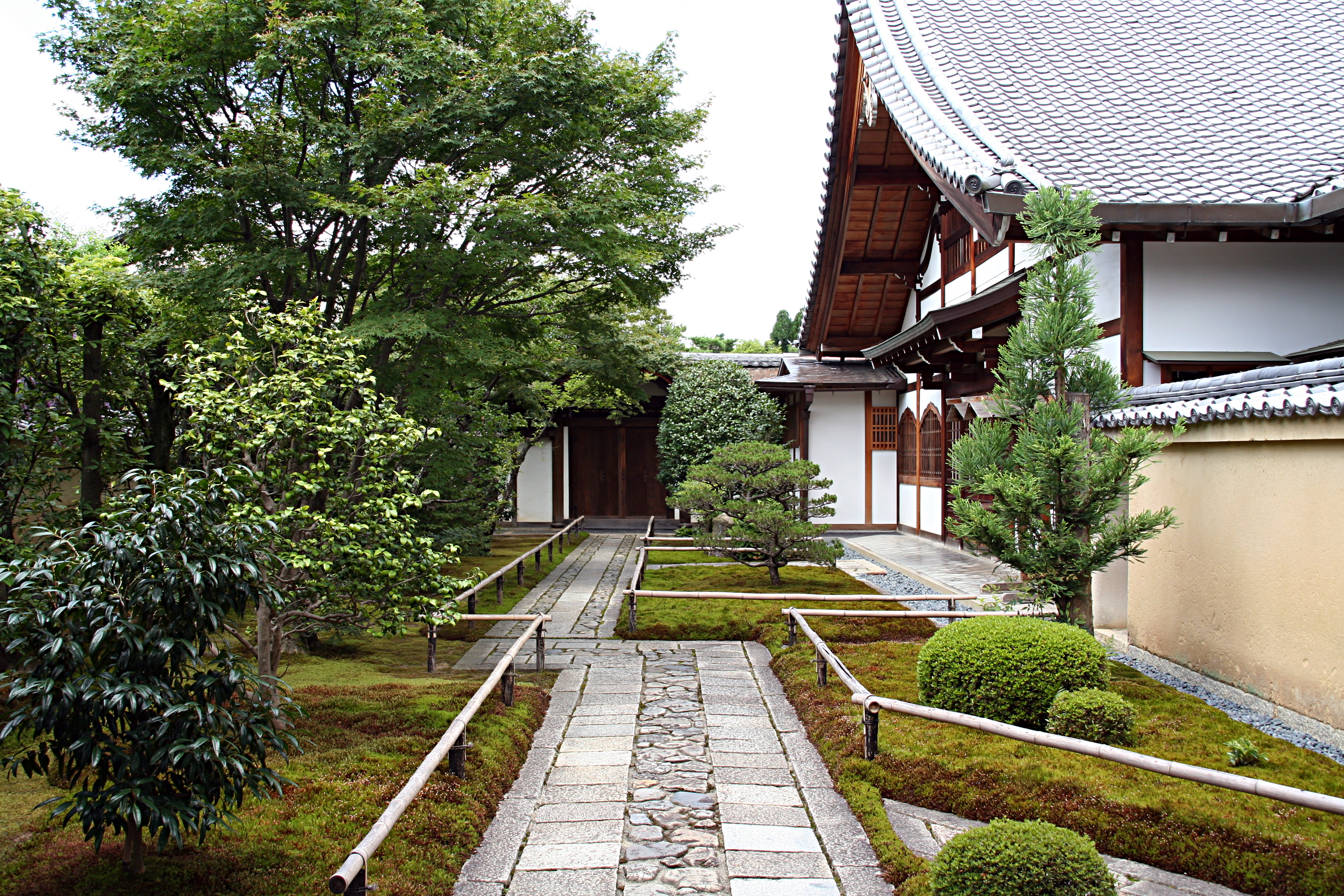
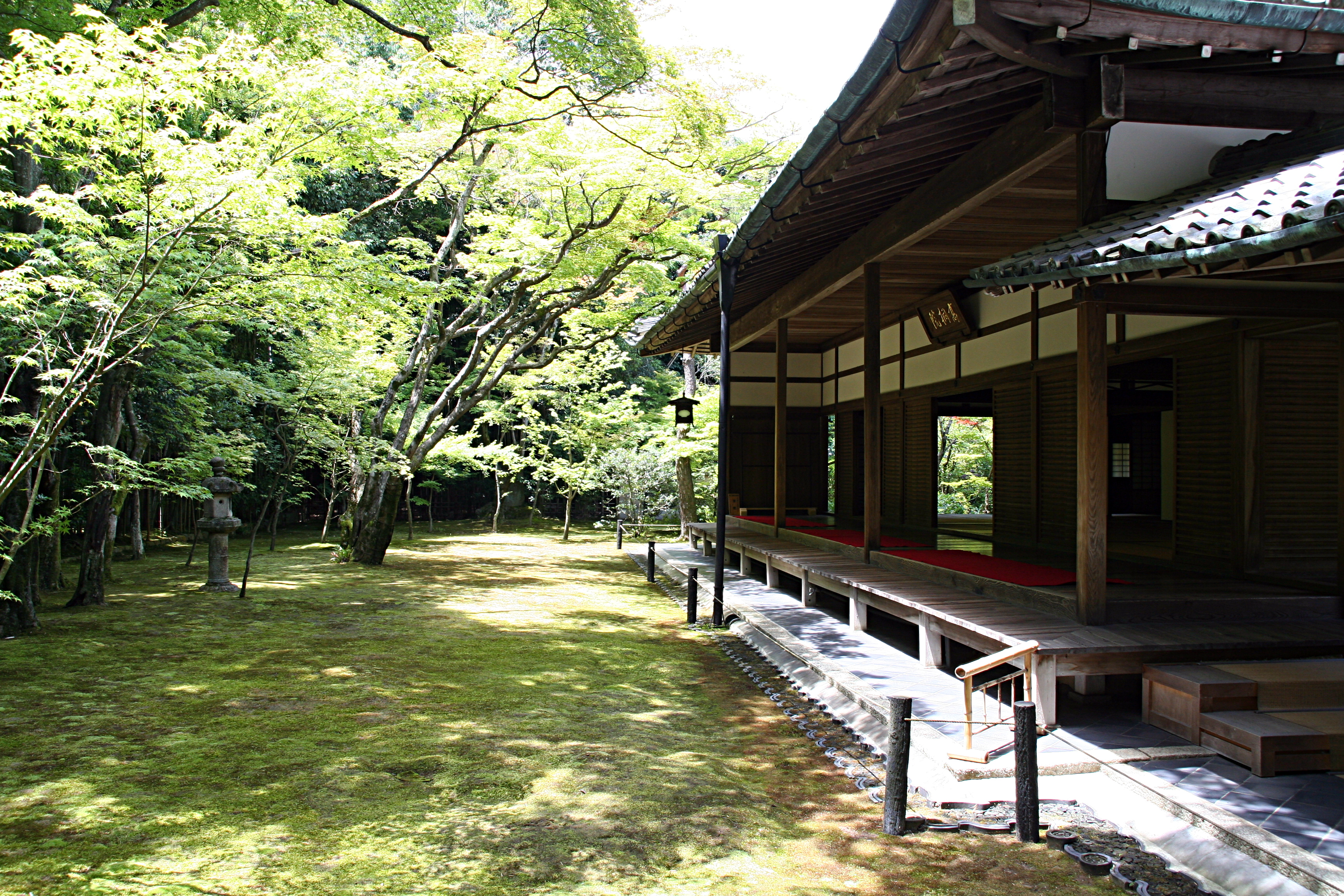
Кото-ин
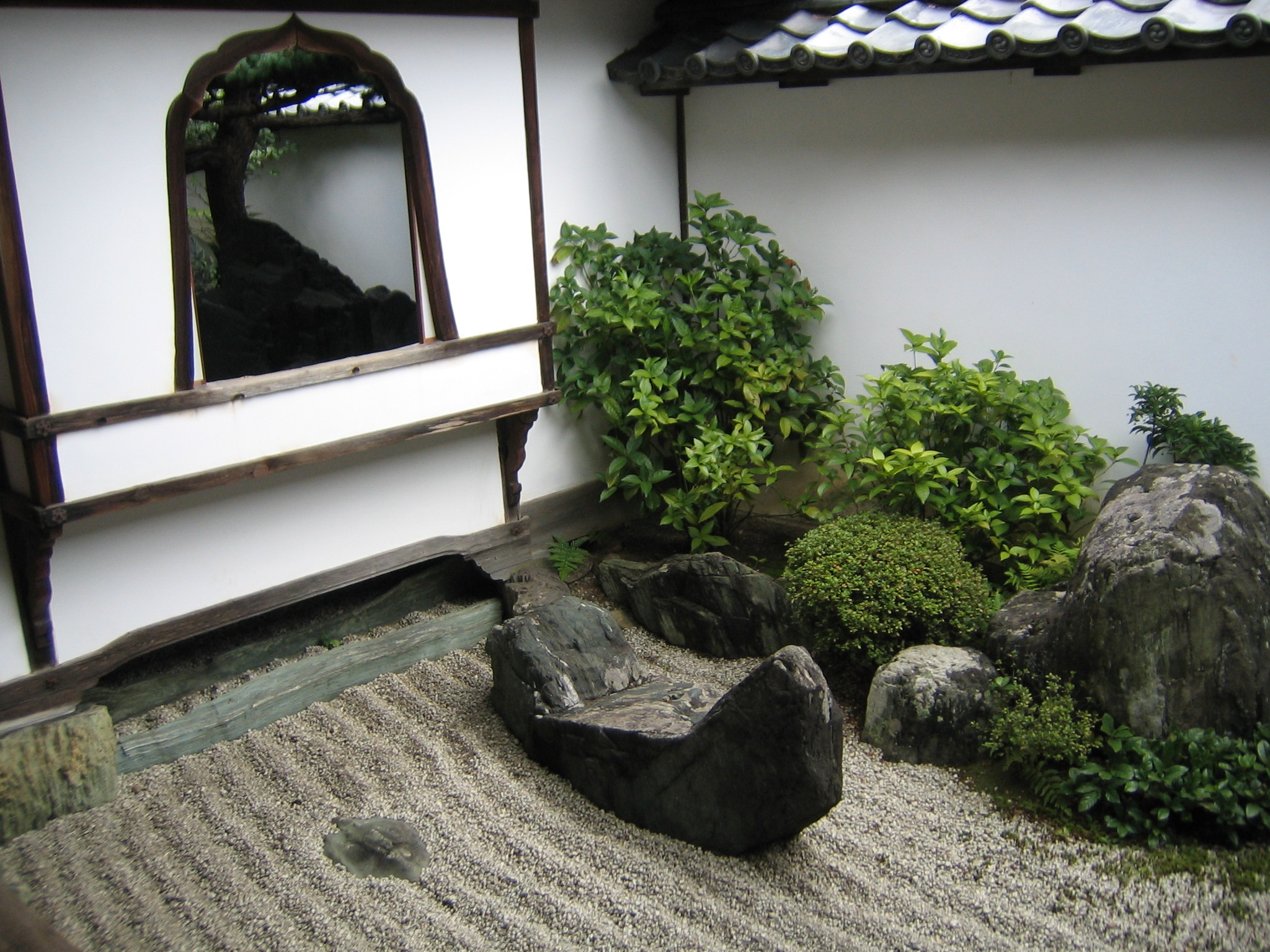
Правая часть сада камней